# Джейден Джеймс
Дже́йден Дже́ймс (англ. Jayden Jaymes; нар. 13 лютого 1986 року, Апленд, Каліфорнія) — американська порноакторка, еротична модель та блогерка.

## Біографія
Дебютувала в порноіндустрії в листопаді 2006 року, відтоді ставши однією з найвзнаваніших облич. З 2006 року знялась у понад 100 фільмах. Знімала сцени для таких сайтів, як Brazzers, BangBros, Hustler та інші.
У 2009 році з'явилася в документальному серіалі True Life (Правда Життя) на каналі MTV, в епізоді про порнографію. Також знімалась і в кількох художніх фільмах в епізодичних ролях.
Була неодноразова номінована на AVN Awards, а в 2010 році перемогла в номінації на Найкращу групову сцену (Best Group Sex Scene).
Веде блог на своєму сайті, де описує подробиці свого особистого життя і порноіндустрії.

## Нагороди
- 2009 AVN Award — Номінація — Best New Starlet[8]
- 2009 NightMoves — Переможець — Best New Starlet — Fan Choice[9]
- 2010 AVN Award — Номінація — Best New Web Starlet — www.JaydenJaymesXXX.com[10]
- 2010 AVN Award — Переможець — Best Group Sex Scene — 2040[10]
- 2010 AVN Award — Номінація — Best Tease Performance — Curvy Girls 4[10]
- 2010 AVN Award — Номінація — Best All Girl Three-Way Sex Scene — Sweet Cheeks 11[10]
- 2011 AVN Award — Номінація — Best Tease Performance — Jayden Jaymes Unleashed[11]
- 2011 AVN Award — Номінація — Best All Sex Release — Jayden Jaymes Unleashed[11]
- 2011 AVN Award — Номінація — Best Web Premiere — PUBA Real Life: Jayden Jaymes[11]